# 只要你愛我就好
《只要你愛我就好》（英語：As Long As You Love Me）是新好男孩的一首歌曲，最初收錄進了同名專輯的美國版，隨後又收入第二張專輯新好男孩回來了。歌曲於1997年9月作為單曲在國際發行，同年11月在美國發行。歌曲獲得了很大的商業成功，在紐西蘭和菲律賓市場曾排入銷售榜第一名；在澳大利亞與奧地利則排名第二；在英國排名第三；瑞士與瑞典第四。
儘管在美國並未商業發行，單曲的錄影帶在美國流傳甚廣，而各大電台也積極播放這首曲子。單曲在Billboard廣播百名榜上持續了56週，最高時曾達到第四位。

## 音樂錄影帶

MV截图之一

單曲的錄影帶由尼吉·迪克導演，情節是男孩們參與一次試鏡，他們表演了「椅子舞」，並穿著不同的服裝。音樂達到高潮時，男孩與一開始評估他們的幾個女人互換了位置。音樂結束後，他們順次離開了屋子。